# Missionary
Missionary — двадцатый студийный альбом американского рэпера Snoop Dogg. Он был выпущен 13 декабря 2024 года на Death Row Records, Aftermath Entertainment и Interscope Records. В альбом вошли несколько приглашенных участников: Эминем, 50 Cent, Method Man, Jelly Roll, BJ the Chicago Kid, Джене Айко, Alus и K.A.A.N.. Том Петти посмертно стал гостем альбома в виде вокального сэмпла из песни «Mary Jane’s Last Dance». Missionary следует за его релизами 2022 года: BODR, его девятнадцатым студийным альбомом, и Snoop Cube 40 $hort, совместной работы в составе хип-хоп супергруппы Западного побережья Mount Westmore.

## История
Впервые Снуп упомянул об альбоме в социальных сетях в конце 2022 года. Снуп Догг подтвердил, что Missionary находится в работе, во время выступления на подкасте Стивена А. Смита Know Mercy. «Я скажу вам это, и вы первый, кто это услышит: я и Доктор Дре работаем над альбомом последние два месяца», — сказал он. Далее он заявил, что «он будет готов в ноябре». Снуп продолжил, пояснив: «Его продюсирует Доктор Дре, это наша 30-я годовщина Doggystyle. А название альбома — Missionary». Когда Снупа попросили рассказать, почему они выбрали такое название, он просто сказал ведущему: «Первым альбомом был Doggystyle».
В интервью «From the Desk of Lo», опубликованном 27 августа 2023 года, рэпер The D.O.C. сказал, что альбом звучит как идеальный баланс между старым и новым Death Row: «Он звучит так, как звучала бы следующая запись Снупа на Death Row, вот как он звучит».
В январе 2024 года Снуп рассказал о «шедевральном» новом альбоме: «Когда вы слышите то, что у нас есть, и то, как он заставил меня читать рэп, это как будто выросший Снуп Догг. В нём есть определённый рост. Это то, как он выбирает свои бары, это то, как он использует свой голос. Доктор Дре использует меня как грёбаного робота, и мне это нравится, потому что я люблю, когда меня продюсируют. Я люблю, когда мне бросают вызов». Он также похвалил Дре за то, что тот использует его голос «как инструмент».
В феврале 2024 года рэпер и продюсер Эрик Сермон заявил, что у него есть «сумасшедшая» песня в альбоме.
20 марта 2024 года Снуп объявил на шоу Джимми Киммел в прямом эфире, что Dr. Dre начнёт микширование альбома в середине апреля. 50 Cent сообщил, что его песня войдёт в альбом.
13 августа 2024 года, во время интервью Entertainment Tonight, Дре упомянул, что почти закончил микширование альбома, и в нём будет либо 14, либо 16 треков, он находится в середине микширования 11-го трека и упомянул, что должен закончить и сдать альбом к 1 сентября, чтобы иметь дату релиза в ноябре. Он добавил, что в готовом альбоме он будет участвовать в одном треке в качестве вокалиста. Он также сообщил, что Стинг выступит в альбоме в качестве одного из исполнителей наряду с «потрясающим составом артистов». В интервью Complex Снуп и Дре подтвердили, что альбом «определённо» выйдет «позже в этом году перед Рождеством». В живом интервью Drink Champs Method Man сообщил, что он появится в альбоме.
Во время интервью на конференции Bloomberg Screentime в Лос-Анджелесе Снуп Догг продолжил рассказывать о звёздном составе группы поддержки проекта: «У меня есть возможность услышать Jelly Roll и Стинга. Я так счастлив, что у нас со Стингом получился такой хороший альбом».
Epic Games завершила игру Fortnite Battle Royale Chapter 2 Remix событием Remix: The Finale, где Снуп Догг представил свой альбом, исполнив песню «Another Part of Me». Накануне выхода альбома Снуп Догг представил новую песню из последнего альбома («Thank You») на церемонии The Game Awards 2024. Ему также выпала честь вручать награду вместе со своим сыном, Корделлом Бродусом.
Продюсером альбома выступил Доктор Дре, который начал карьеру Снупа с сингла «Deep Cover» в 1991 году и выпустил дебютный альбом рэпера Doggystyle в 1993 году. Альбом стал возвращением к звучанию первых альбомов рэпера, выпущенных в начале-середине 1990-х.
| Совокупная оценка    | Совокупная оценка |
| Источник             | Оценка            |
| -------------------- | ----------------- |
| AnyDecentMusic?      | 6.3/10            |
| Metacritic           | 72/100            |
| Оценки критиков      |                   |
| Источник             | Оценка            |
| AllMusic             | [ 20 ]            |
| RapReviews.com       | 7.5/10            |
| Clash                | 7/10              |
| The Independent (UK) | [ 23 ]            |
| NME                  | [ 24 ]            |
| Rolling Stone        | [ 25 ]            |
| Slant                | [ 26 ]            |

## Отзывы
Фред Томас из AllMusic отметил, что «Missionary возвращает на передний план высокоэффективную продюсерскую работу Dr. Dre, а несколько треков придерживаются формулы G-funk, которая сделала Doggystyle, The Chronic и все остальное, к чему Dre прикоснулся в начале 90-х, классикой хип-хопа. Это чувствуется в коротком интро-треке „Fore Play“, который превращает жутковатый минорный хит 1971 года „People Make the World Go Round“ группы Stylistics в ударную, праздничную открывашку, а также в медленной „Gunz n Smoke“ с групповой энергией, которую обеспечивают 50 Cent и Эминем, есть отголоски сырого возбуждения ранних дней Снупа. Такие треки, как „Hard Knocks“ и „Outta Da Blue“, — это басовые вечеринки, а проверенный временем поп-подход к переработке рок-песен в новую рэп-одежду показывает неоднозначные результаты; В „Another Part of Me“ при поддержке Стинга рифф из песни Police „Message in a Bottle“ превращается в гимн, рассчитанный на толпы стадиона, а в „Last Dance with Mary Jane“ используются элементы песни Тома Петти „Mary Jane’s Last Dance“, в которой Снуп выражает любовь к своей самой вечной музе — травке. Песня просто банальна, пока Jelly Roll не вступает с перепевом, чрезмерным влиянием и совершенно ненужным вокалом. Несмотря на то, что альбом не может похвастаться молниеносной мощью Doggystyle, в нём достаточно того оригинального духа, смешанного с модернизированным звуком, чтобы сделать Missionary одним из самых приятных полноальбомных альбомов Снупа за последние несколько лет».

## Коммерческие показатели
Согласно ранним прогнозам, за первую неделю продаж Missionary альбом разойдется тиражом 36 000 эквивалентных альбому единиц, из которых 18 000 придутся на продажи чистого альбома. В США Missionary дебютировал на двадцатом месте в чарте Billboard 200, разойдясь тиражом 38 000 альбомных единиц (включая 20 500 продаж собственно альбома, без учёта стриминга его треков) — альбом разошелся чуть больше, чем прогнозировалось. Это был первый альбом Снуп Догга, вошедший в топ-20 чарта Billboard 200 со времен Bush (2015).

## Список композиций
| №                   | Название                                                         | Автор(ы) | Продюсеры                                                        | Длительность |
| ------------------- | ---------------------------------------------------------------- | --- | ---------------------------------------------------------------- | ------------ |
| 1.                  | «Fore Play» (при участии BJ the Chicago Kid)                     | Andre Young Brandon Perry Tia Myrie Varick Smith Charlie Bereal Erik Griggs David Balfour Farid Nassar Dwayne Abernathy Jr. Bernard Edwards Jr. | Dr. Dre The ICU                                                  | 1:15         |
| 2.                  | «Shangri-La»                                                     | Young V. Smith Perry Abernathy Jr. Cristina Gallo Samuel Anderson Jason Turnbull Lawton Aekah Bouhairie Ahmad Jamal | Dr. Dre Sam Sneed Jason "Sire" Turnbull Lawton "Agent" Bouhairie | 1:37         |
| 3.                  | «Outta da Blue» (при участии Dr. Dre и Alus)                     | Calvin Broadus Young Abernathy Jr. Jahmal Gwin Michael Mulé Isaac De Boni Perry Myrie V. Smith Lisa Stansfield Ian Devaney Andy Morris Mandy Priddice Cedrick Letshou Tina Bruins Jack Daley Oliver Price Maya Arulpragasam Mick Jones Paul Simonon Topper Headon Joe Strummer Wesley Pentz Jesse Weaver Jr. Clayton Ivey Terry Woodford | Dr. Dre Dem Jointz BoogzDaBeast FnZ                              | 2:39         |
| 4.                  | «Hard Knocks»                                                    | Broadus Young V. Smith Myrie Perry Kion Williams Tiwan Raybon Jesse Wilson Khalif Muhammad Edwards Jr. Roger Waters Bernado Baraj Carlos Mellino Ricardo Lew | Dr. Dre Jesse "Corporal" Wilson Self B Tru Focus...              | 4:13         |
| 5.                  | «Gorgeous» (при участии Джене Айко)                              | Young Terius Gesteelde-Diamant Perry V. Smith Myrie Griggs Nassar Balfour | Dr. Dre Erik "Blu2th" Griggs Preach Bal4 Fredwreck               | 2:56         |
| 6.                  | «Last Dance with Mary Jane» (при участии Tom Petty и Jelly Roll) | Young Tom Petty Jason DeFord Perry V. Smith Myrie Griggs Nassar Balfour Abernathy Jr. Edwards Jr. | Dr. Dre The ICU                                                  | 3:05         |
| 7.                  | «Thank You.»                                                     | Broadus Young Perry Myrie V. Smith Williams Griggs Balfour Nassar Abernathy Jr. Edwards Jr. Marshall Mathers Sylvester Stewart | Dr. Dre The ICU                                                  | 2:43         |
| 8.                  | «Pressure» (при участии Dr. Dre и K.A.A.N.)                      | Young Perry V. Smith Jeremy Kollie Abernathy Jr. Sly Jordan Melvin Henderson Edwards Jr. Luchi De Jesus | Dr. Dre Focus... Mell Beats                                      | 2:22         |
| 9.                  | «Another Part of Me» (при участии Стинга)                        | Young Perry V. Smith Myrie Jordan Yannick Koffi Russell Vitale Gordon Sumner Griggs Nassar Balfour Abernathy Jr. Edwards Jr. | Dr. Dre The ICU                                                  | 3:27         |
| 10.                 | «Skyscrapers» (при участии Method Man и Smitty)                  | Young V. Smith Clifford Smith Anderson Turnbull Bouhairie Rafi Monclova Aram Schefrin Michael Zager | Dr. Dre Sam Sneed Turnbull Bouhairie                             | 3:00         |
| 11.                 | «Fire» (при участии Cocoa Sarai)                                 | Young Myrie V. Smith Perry Raybon Williams Nassar Edwards Jr. | Dr. Dre Fredwreck Focus...                                       | 3:42         |
| 12.                 | «Gunz n Smoke» (при участии 50 Cent и Эминема)                   | Young Curtis Jackson Mathers V. Smith Perry Myrie C.S. Armstrong Christopher Wallace Osten Harvey Jr. Al Green DeWayne Rogers Sr. Allie Wrubel Herb Magidson Nashiem Myrick Sean Combs | Dr. Dre C.S. Armstrong                                           | 3:33         |
| 13.                 | «Sticcy Situation» (при участии K.A.A.N. и Cocoa Sarai)          | Young V. Smith Perry Myrie Kollie Abernathy Jr. Edwards Jr. Griggs Nassar Balfour Isaac Hayes David Porter Suzanne Vega | Dr. Dre The ICU                                                  | 3:08         |
| 14.                 | «Now or Never» (при участии Dr. Dre и BJ the Chicago Kid)        | Young Bryan Sledge Perry Myrie V. Smith Eric Hudson Daniel Murdock | Dr. Dre Eric Hudson Danny Ezra Murdock                           | 3:18         |
| 15.                 | «Gangsta Pose» (при участии Dem Jointz, Stalone и Fat Money)     | Young Gallo Myrie Perry Raybon Jason Pounds Henderson Abernathy Jr. | Dr. Dre J. LBS Mell Beats Dem Jointz                             | 2:56         |
| 16.                 | «The Negotiator»                                                 | Young V. Smith Perry Myrie Anderson Turnbull Bouhairie Carl Marshall Robert Holmes Abernathy Jr. | Dr. Dre Sam Sneed Turnbull Bouhairie Dem Jointz                  | 2:22         |
| Общая длительность: | Общая длительность:                                              | Общая длительность: | Общая длительность:                                              | 46:23        |

## Чарты
| Чарт (2024—2025)                       | Высшая позиция |
| -------------------------------------- | -------------- |
| Австралия (ARIA)                       | 27             |
| Австралия (Hip Hop/R&B Albums, ARIA)   | 3              |
| Австрия (Ö3 Austria)                   | 18             |
| Бельгия/Фландрия (Ultratop)            | 35             |
| Бельгия/Валлония (Ultratop)            | 32             |
| Канада (Canadian Albums Chart)         | 34             |
| Нидерланды (Album Top 100)             | 18             |
| Франция (SNEP)                         | 26             |
| Германия (Offizielle Top 100)          | 7              |
| Греция (IFPI)                          | 51             |
| Италия (FIMI)                          | 67             |
| Япония (Digital Albums, Oricon)        | 20             |
| Япония (Hot Albums, Billboard Japan)   | 75             |
| Новая Зеландия (RMNZ)                  | 19             |
| Шотландия (Scottish Albums Chart)      | 55             |
| Швейцария (Schweizer Hitparade)        | 4              |
| Великобритания (UK Albums Chart)       | 24             |
| Великобритания (UK R&B Albums Chart)   | 1              |
| США (Billboard 200)                    | 20             |
| США (Billboard Top R&B/Hip-Hop Albums) | 7              |